# Xiaoling He
Xiaoling He är ett vattendrag i Kina. Det ligger i provinsen Liaoning, i den nordöstra delen av landet, omkring 210 kilometer sydväst om provinshuvudstaden Shenyang.
Genomsnittlig årsnederbörd är 806 millimeter. Den regnigaste månaden är juli, med i genomsnitt 190 mm nederbörd, och den torraste är januari, med 8 mm nederbörd.